# Dores do Indaiá
Dores do Indaiá est une municipalité brésilienne de l'État du Minas Gerais et la microrégion de Bom Despacho.